# Sillon postcentral
Le sillon postcentral est un sillon parcourant le lobe pariétal de la face latérale du cerveau, en arrière et parallèlement au sillon central (ou scissure de Rolando).
|                          |                                                         |
| Face latérale du cerveau | Dessin de la face latérale d'après une pièce anatomique |

Ce sillon naît parfois au niveau du sillon latéral (ou scissure de Sylvius) mais il est le plus souvent, séparé de celui-ci par un pli de passage. Il s'anastomose en général, en arrière avec le sillon intrapariétal en formant un angle droit. Une fois sur deux, il est interrompu par un pli de passage.